# Robert Jarvik
Robert Koffler Jarvik (11. května 1946, Midland – 26. května 2025, New York) byl americký technik a vynálezce. Proslul vynálezem prvního umělého srdce, které bylo implantováno do lidského těla (tzv. Jarvik-7).

## Život
Svůj první patent získal ještě předtím, než dokončil střední školu, šlo o automatickou sešívačku, která lékaře osvobodila od nutnosti ručně utahovat cévy během operací. Poté vystudoval lékařské inženýrství na Syracuse University (bakalářský stupeň) a New York University (magisterský stupeň). Doktorát si pak udělal na University of Utah (1976). Zde se také setkal s Willemem Johanem Kolffem, tvůrcem prvního přístroje na dialýzu, který ho nasměroval k problematice umělých orgánů. Nastoupil do zdejší laboratoře, která v té době měla na svém kontě již úspěchy - umělé srdce Clifforda Kwan-Getta například pracovalo deset dní v žábě. Dalším důležitým technologickým řešením bylo to od Paula Winchella. Jarvik se pustil do řešení problémů Kwan-Gettova srdce a využil zásadně Winchellovy práce. Výsledkem byl Jarvik-7, samostatná integrovaná pneumatická jednotka, která revolučním způsobem řešila problém hrozby embolie a infekce. Naopak nebyla prozatím příliš vyřešena otázka mobility pacienta, neboť ovládací jednotka, kterou musel pacient sebou stále vozit, byla velikosti nákupního vozíku. 2. prosince 1982 byl nicméně Jarvik-7 poprvé implantován do těla pacienta, operaci provedl William DeVries, pacient se jmenoval Barney Clark a přežil 112 dní po operaci. Informace v médiích o tomto případu Jarvika proslavily. Zvlášť když druhý pacient s voperovaným umělým srdcem, William J. Schröder, přežil 620 dní. Úspěch Jarvika přivedl k založení soukromé firmy Jarvik Research, která začala vyvíjet Jarvik 2000, celoživotní asistenční přístroj.
Jarvikovou manželkou se roku 1987 stala Marilyn vos Savantová, americká spisovatelka, zapsaná do Guinnessovy knihy rekordů jako osoba s nejvyšším naměřeným IQ v historii (měření proběhlo v jejích 10 letech), pocházející z rodiny českého rodáka, fyzika Ernsta Macha.